# باول براشاو
باول براشاو (بالإنجليزية: Paul Bradshaw)‏ هو لاعب كرة قدم بريطاني، ولد في 2 أكتوبر 1953 في شفيلد في المملكة المتحدة. شارك مع منتخب إنجلترا تحت 18 سنة لكرة القدم. أما مع النوادي، فقد لعب مع شيفيلد وينزداي ونادي بيرنلي.